# Richard J. Green (Chemiker)
Richard J. Green (* 1964 in Boston) ist ein US-amerikanischer Chemiker, der durch seinen Einsatz gegen Holocaustleugnung und Geschichtsrevisionismus bekannt wurde. Er ist ein Mitglied des Holocaust History Project.
Er promovierte 1997 in physikalischer Chemie an der Stanford University, mit Richard N. Zare als Doktorvater. Als Post-Doktorand und wissenschaftlicher Mitarbeiter war er an der Universität Utah, Salt Lake City, tätig. Zurzeit arbeitet er für einen Auftragnehmer der US-Regierung. Einen Namen machte er sich, zusammen mit Jamie McCarthy, durch sein Gegengutachten des Leuchter-Reports und des Rudolf-Gutachtens. Er ist zudem Autor eines Gerichtsgutachtens zum Verfahren Irving gegen Lipstadt.